# Ben Sigmund
Benjamin Robert Sigmund (Blenheim, 1981. február 3.) új-zélandi válogatott labdarúgó, aki jelenleg a Wellington Phoenix játékosa.

## Sikerei, díjai
- Auckland City
  - Új-zélandi bajnok: 2007